# بنفشه زرد کرکی
 بنفشه زرد کرکی(نام علمی: Viola pubescens) نام یک گونه از سرده بنفشه است.